# 岩国城ロープウェー

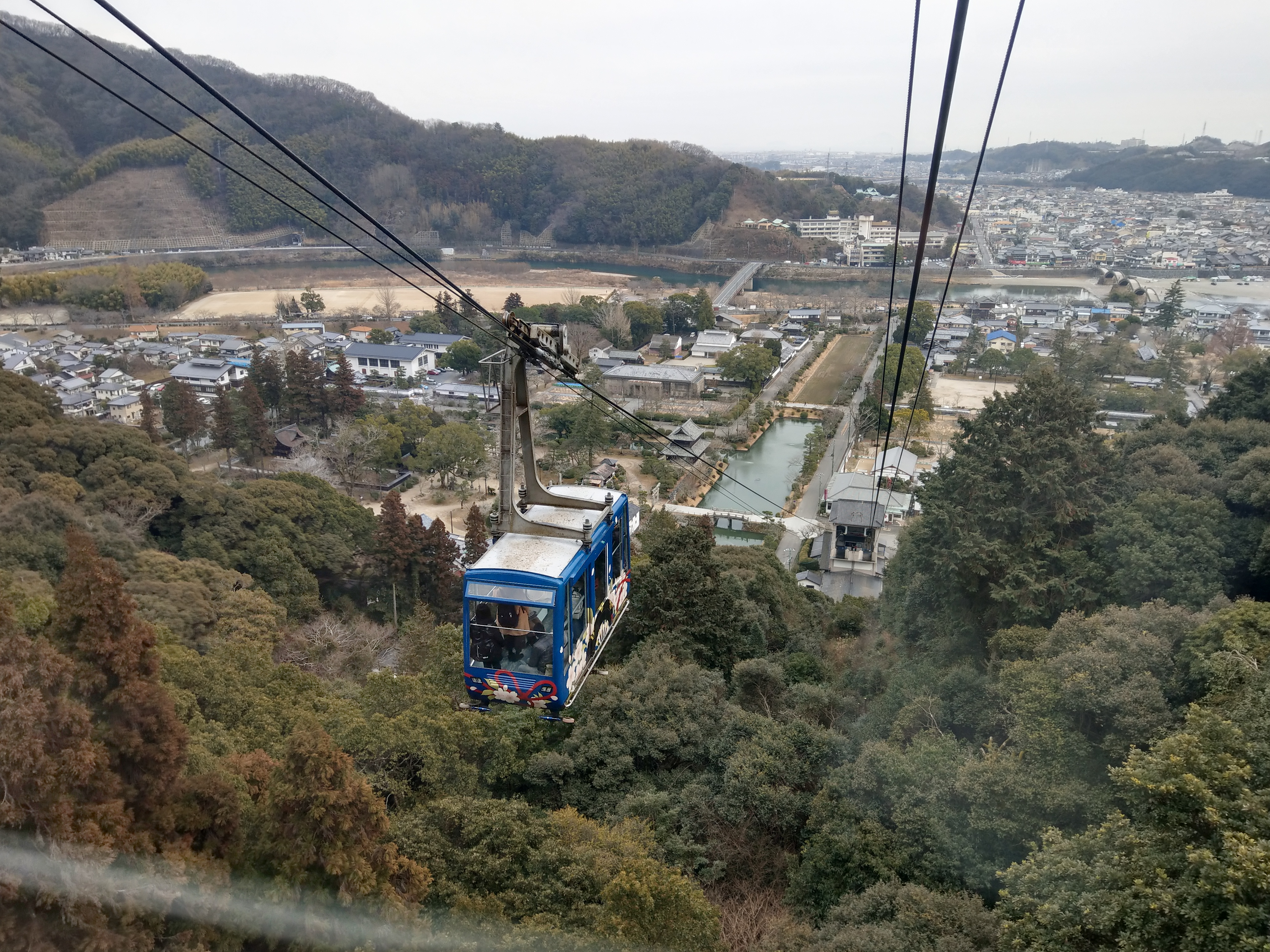
岩国城ロープウェー

岩国城ロープウェー（いわくにじょうロープウェー）は、山口県岩国市にて運行されている索道（ロープウェー）。条例（岩国市索道条例、平成18年3月20日条例第155号）に基づき岩国市が設置し、指定管理者制度に基づき2013年4月から錦川鉄道に運営を委託している。 
岩国城のある城山の山頂駅と吉香公園前の山麓駅間を結んでいる。1963年3月17日に開業。

## 路線データ
- 全長：412m
- 定員：30人
- 運転時分：約3分
- 駅数：2駅

## 駅一覧
- 山麓駅 （岩国市横山二丁目6-51、北緯34度10分16.6秒 東経132度10分31.3秒 / 北緯34.171278度 東経132.175361度）
- 山頂駅 （岩国市横山二丁目官有無番地、北緯34度10分24.2秒 東経132度10分19.6秒 / 北緯34.173389度 東経132.172111度）

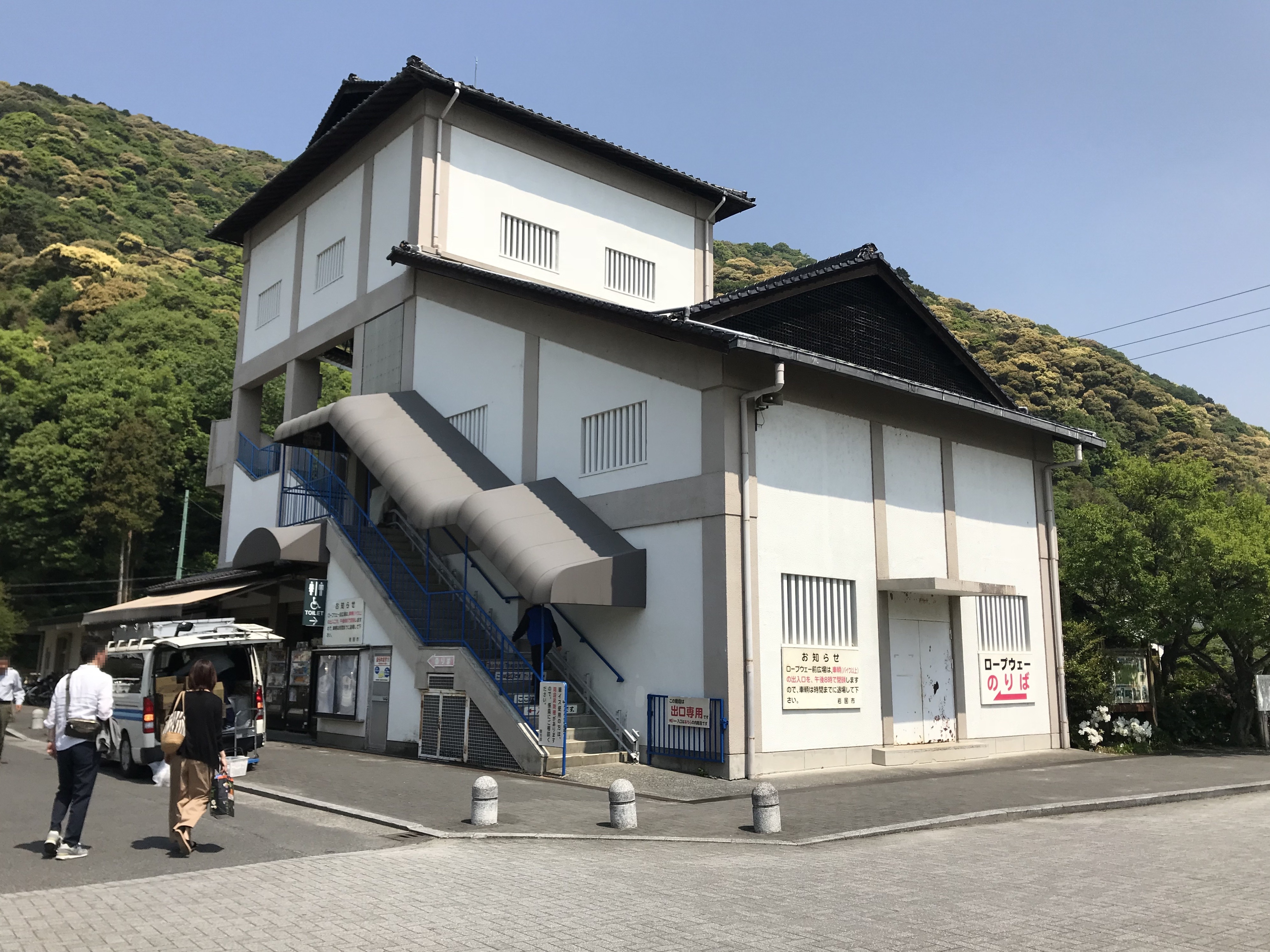
山麓駅
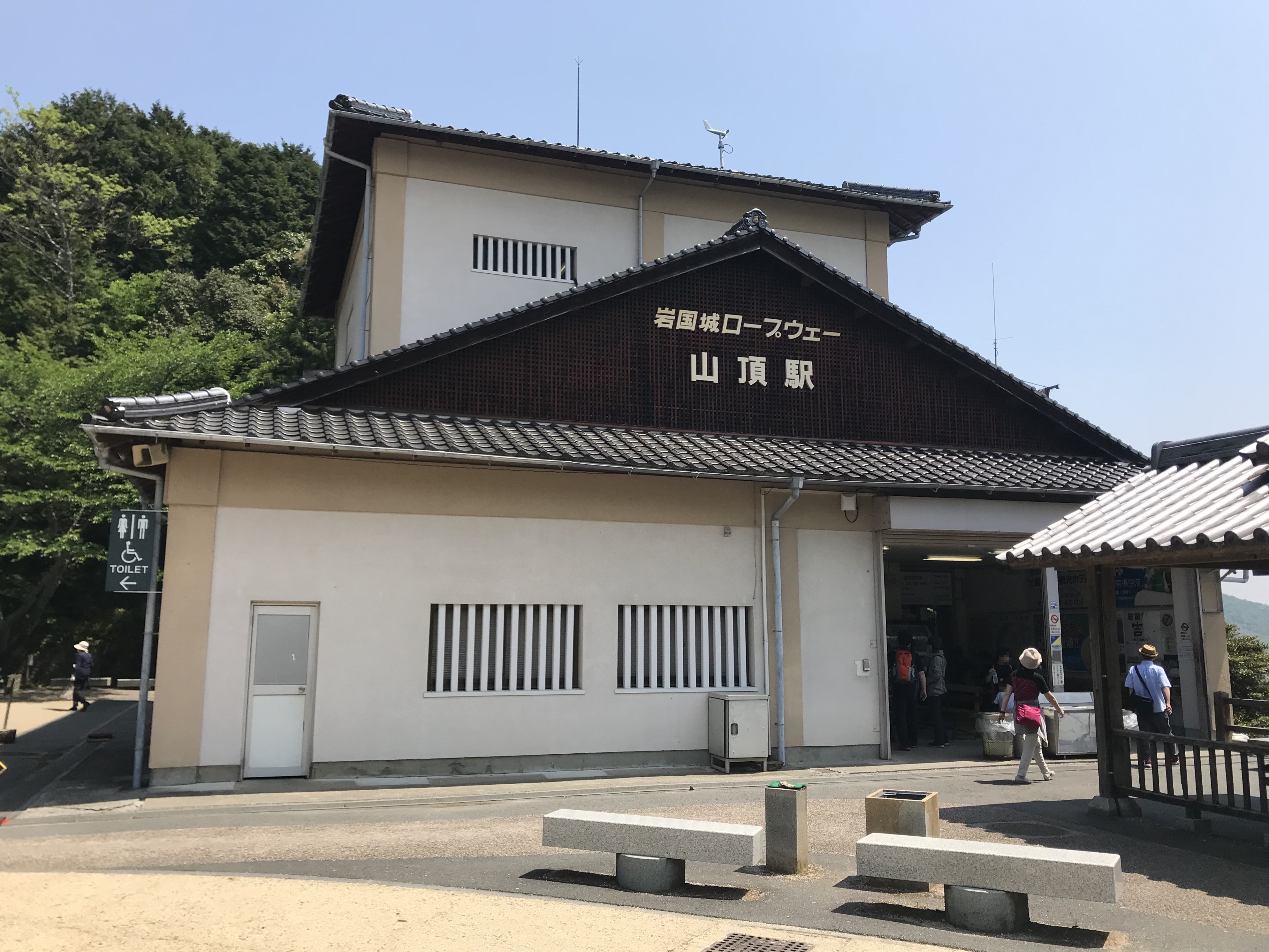
山頂駅